# 転位行動
転位行動（てんいこうどう、英:displacement activity）とは、動物が攻撃か逃避の選択といった葛藤状況に置かれた時に解発される、全く別の第三の行動のことである。
例えばトゲウオは縄張り争いで相手を威嚇しているときに、突然水底の穴を掘り始めることがある。このような本来の目的とは関係なく解発される行動のことを言う。原因は分かっていない。
ネコが不安を悟られないためとか、失敗した時の照れ隠しに頭をかくとか、本心を知られないようにグルーミングでカムフラージュをするのも転位行動である。
人間がよくする「やけ食い」も転位行動である。